# Wiktor Wiesnin (architekt)

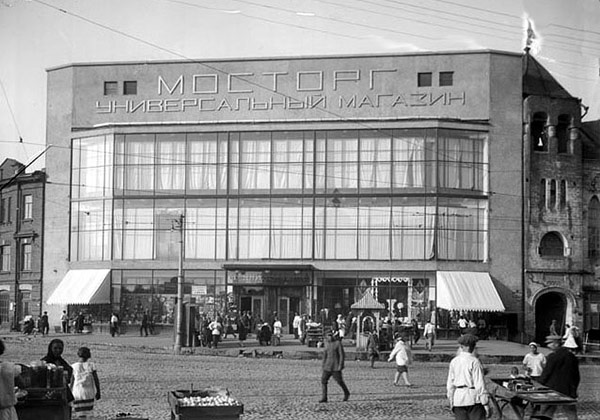
Dom towarowy „Mostorg”

Wiktor Wiesnin (ros. Ви́ктор Алекса́ндрович Весни́н) (ur. 28 marca 1882 w Juriewcu koło Niżnego Nowgorodu, zm. 17 września 1950 w Moskwie) – architekt rosyjski i radziecki.
Urodził się w rodzinie kupieckiej. Miał dwóch braci: Leonida (ur. 28 listopada 1880) i Aleksandra (ur. 16 maja 1883). Bracia z zapałem zajmowali się rysunkiem i malarstwem.
Wiktor wraz z bratem Aleksandrem ukończył Moskiewską Akademię Praktyczną, w latach 1901–1912 studiował w Instytucie Inżynierów Cywilnych w Petersburgu. Został asystentem architektów Illariona Iwanowa-Szyca i Romana Klejna. Od roku 1914 samodzielnie projektował obiekty przemysłowe. Był prezesem biura organizacyjnego Związku Architektów ZSRR (1932–1939), pierwszym prezesem Akademii Architektury ZSRR (1939–1949) i członkiem rzeczywistym Akademii Nauk ZSRR (od 1943).
Jeszcze podczas studiów w roku 1903 zaprojektował wnętrza kawiarni i salonu fryzjerskiego w moskiewskim hotelu Metropol projektowanym przez Williama Walcota.
Wraz z bratem w Niżnym Nowgorodzie zaprojektował willę D. Sirotkina w stylu rosyjskiego klasycyzmu.
Bracia uczestniczyli z powodzeniem w wielu konkursach architektonicznych, zrealizowali też wiele obiektów.
Od roku 1917 zajęli się projektowaniem obiektów przemysłowych, m.in. zakładów chemicznych Burnajewa w Kineszmie, zakładów we wsi Żyliowo pod Moskwą, w Penzie i Tambowie. Największym osiągnięciem tego okresu stały się zakłady „Wielkiej Manufaktury Tomna” w Kineszmie w obwodzie iwanowskim, gdzie oprócz budynków fabrycznych powstała cerkiew, szkoła i przedszkole.
Po rewolucji październikowej w latach 1918–1924 Wiktor Wiesnin zaprojektował Czernoreczeńską wytwórnię superfosfatu wraz z osiedlem pracowniczym w guberni Niżegorodzkiej, zakłady chemiczne w Saratowie, zakłady sodowe w guberni omskiej i in.
Wraz z Nikitą Łazarewem zbudował Dom Ludowy w Wiczudze z dekoracją ze sztukaterii.
Bracia Wiesninowie stali się w latach 1923–1925 pionierami konstruktywizmu w ZSRR. Ich projekt konkursowy „Pałacu Pracy” w centrum Moskwy otrzymał jednak dopiero trzecią nagrodę.
Wielkim sukcesem zespołu architektów pod jego kierownictwem stał się konkurs na projekt Dnieprowskiej Elektrowni Wodnej „DnieproGES”.
Na I zjeździe architektów radzieckich (1937) Wiesnin bronił konstruktywizmu. Jako kierownik pracowni projektowej Ludowego Komisariatu Przemysłu Ciężkiego, mimo krytyki pozostał wierny konstruktywizmowi.
W okresie powojennym Wiktor Wiesnin zajmował się odbudową Zaporoża.